# Санні (фільм, 2002)
«Санні» (англ. Sonny, іноді адаптують як Синок) — американський кримінальний драматичний фільм 2002 року, знятий Ніколасом Кейджем у його режисерському дебюті. У ролях: Джеймс Франко, Гаррі Дін Стентон, Бренда Блетін та Міна Суварі.

## Сюжет
Санні — син Джуел, власниці невеликого борделю в Новому Орлеані, штат Луїзіана, на початку 1980-х. Санні повертається додому з армії і живе з матір'ю, чекаючи на роботу, яку пообіцяв йому армійський приятель. Джуел намагається переконати Санні повернутися до роботи на неї, як він робив це до армії, кажучи, що багато його старих клієнтів досі сумують за ним і що він був найкращим жиголо, який у неї коли-небудь був.
Санні неодноразово відмовляє їй, бажаючи залишити це життя позаду. Однак обіцяна робота так і не з'являється, і він змушений повернутися до роботи на свою матір. Джуел нещодавно найняла до борделю нову дівчину, Керол, яка зустрічає Санні і закохується в нього. Вони говорять про те, щоб разом вибратися звідси.
Один із клієнтів Керол, літній чоловік, освідчується їй. Спочатку вона відмовляється, сподіваючись поїхати з Санні. Вони з Санні сваряться, оскільки той не намагається вийти з бізнесу. Натомість він стає дедалі більш інтровертованим і депресивним, з періодичними спалахами люті. Зрештою, Керол приймає пропозицію руки і серця, а Санні розгублюється, коли усвідомлює, що його батько — після своєї смерті — був із Санні все життя, але не хотів відкритися, бо боявся, що його вважатимуть невдахою, і Санні та Керол не змогли жити довго і щасливо.

## Акторський склад
| Актор             | Роль            |
| ----------------- | --------------- |
| Джеймс Франко     | Санні           |
| Бренда Блетін     | Джуел           |
| Гаррі Дін Стентон | Генрі           |
| Міна Суварі       | Керол           |
| Сеймур Кассель    | Альберт         |
| Джозі Девіс       | Гретхен         |
| Ніколас Кейдж     | кислотно-жовтий |
| Бренда Ваккаро    | Мег             |
| Марк Коппола      | Джиммі          |
| Скотт Каан        | Джессі          |

## Відгуки
На агрегаторі рецензій Rotten Tomatoes фільм має рейтинг 21% на основі 28-ми відгуків.
Томмі Вайзо є фанатом цього фільму, і гра Франко в ньому дала йому віру в те, що той зможе гідно зобразити його в «Горе митці».